# Campagna Motors

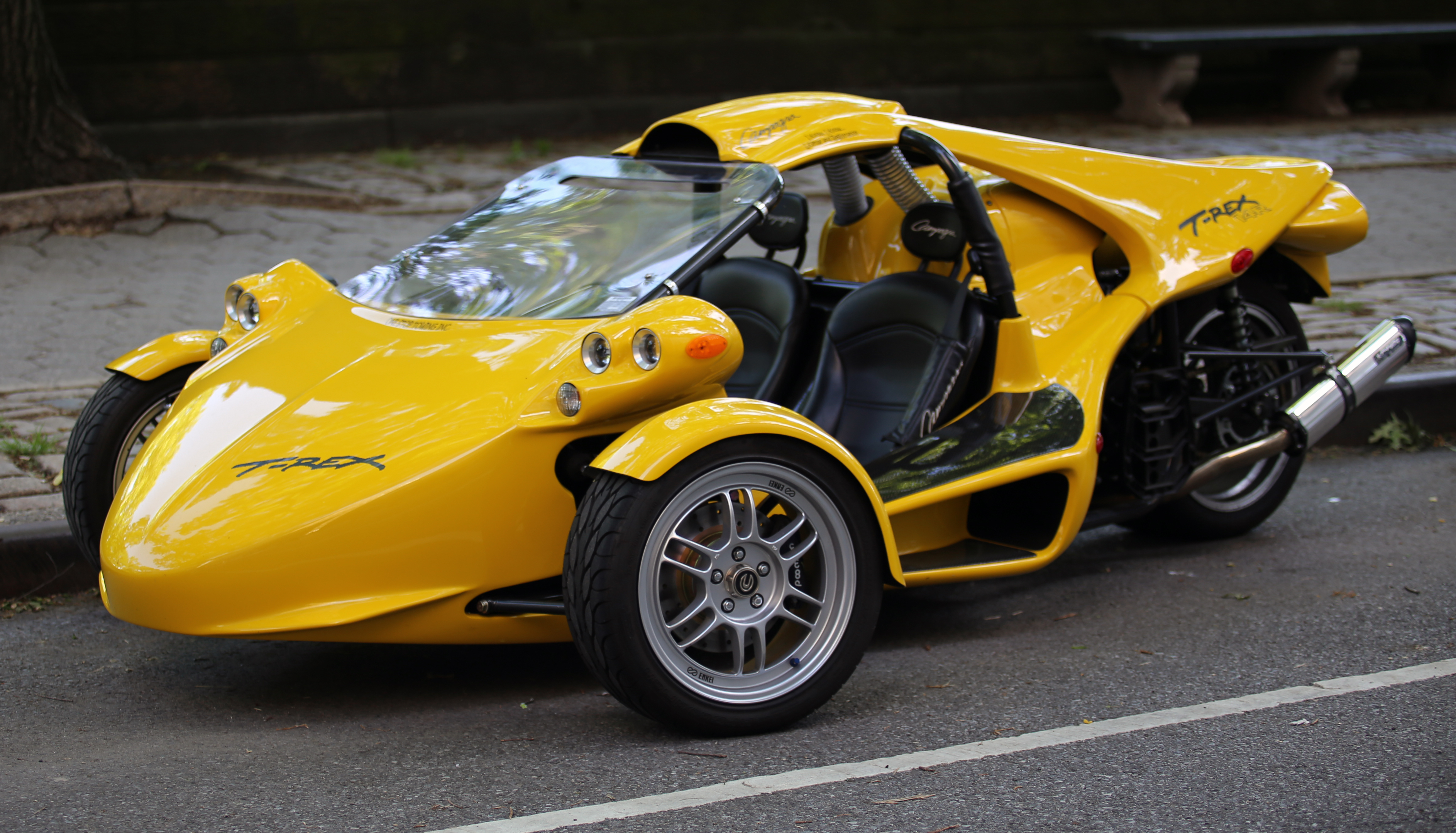
Campagna T-Rex

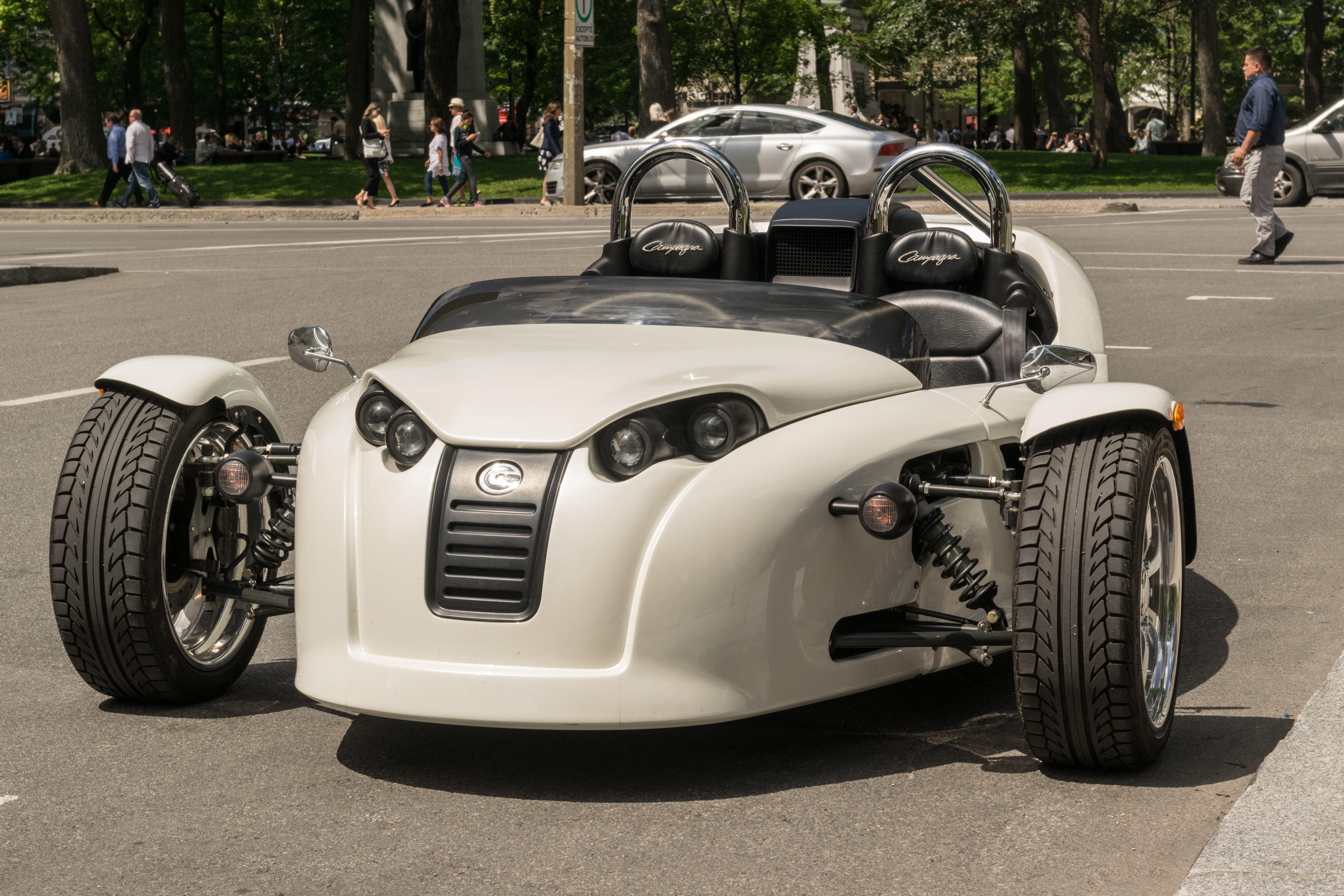
Campagna V13 R

Campagna Motors – kanadyjski producent trójkołowych samochodów sportowych, z siedzibą w Boucherville, działający od 1988 roku.

## Historia
Przedsiębiorstwo Campagna założył w 1988 roku w Plessisville kanadyjski kierowca wyścigowy Daniel Campagna z Quebecu, budując wówczas własnoręcznie pierwszy prototyp trójkołowca będącego wstępem do późniejszych, charakterystycznych produktów produkowanych seryjnie. Przez kolejne 6 lat Campagna zebrał zespół konstruktorów i doprowadził do udanego opracowania pierwszego produkcyjnego pojazdu firmy T-Rex, którego po premierze w 1994 roku małoseryjne wytwarzanie rozpoczęło się rok później, w 1995 roku. Pomimo koncepcji trójkołowca posiadającego kierownicę, pedały i tożsamą z klasycznymi samochodami umieszczoną z przodu oś, tak samochód zakwalifikowano pod kątem prawnym w prowincji Quebec jako motocykl, wymagając do poruszania się takiego też prawa jazdy.
Początkowo Campagna była niewielką firmą o zasięgu lokalnym, sprzedając T-Reksa wyłącznie na obszasze kanadyjskiego Quebecu. Zmianie uległo to w 2000 roku, kiedy to rozpoczęto eksport na rynki zagraniczne, na czele z sąsiednim rynkiem Stanów Zjednoczonych. Pomimo ekspansji i otwarcia na nowe kierunki zbytu, Campagna w pierwszych latach XXI wieku popadała konsekwentnie w rosnące problemy finansowe, co skutkowało ogłoszeniem upadłości w 2008 roku. 

### Upadłość i reaktywacja
Od zniknięcia z rynku firmy Campagna po jej bankructwie uchroniło dwóch przedsiębiorców z Quebecu, André Morissette i David Neault, którzy wznowili produkcję T-Reksa i przenieśli siedzibę firmy do miasta Boucherville na przedmieściach ich rodzinnego Montrealu. Ponadto, dotychczasowy logotyp firmy tworzony przez stylizowany napis "Campagna" został zastąpiony logo w formie litery "C". Reaktywowana Campagna w 2008 roku poszerzyła swoje jednoproduktowe dotąd portfolio o drugiego trójkołowca V13 R, który pozostał przez kolejne lata stałym elementem oferty kanadyjskiej firmy. W 2015 roku Campagna świętowała 20-lecie obecności na rynku modelu T-Rex, z czego okazji wprowadzono do sprzedaży edycję specjalną limitowaną do 20 egzemplarzy.
Kolejnym zawirowaniem w dziejach firmy była druga niewypłacalność na początku 2019 roku, która doprowadziła do przerwania operacji do kwietnia tego samego roku. Wtedy dowodzący Campagną pozyskali nowych inwestorów, którzy ponownie doprowadzili do wznowienia działalności oraz produkcji obu produktów. Na przestrzeni lat, głównymi partnerami Campagny pozostał japoński producent motocykli Kawasaki, którego technologię wykorzysano m.in. do budowy podzespołów T-Reksa, jak i niemieckie BMW dostarczające na podstawie porozumienia jednostki napędowe.

## Modele samochodów

### Obecnie produkowane
- T-Rex
- V13 R